# Шевролет тракс
Шевролет тракс (енгл. Chevrolet Trax; фр. Chevrolet Trax) је кросовер који производи америчка фабрика аутомобила Шевролет, од 2013. године.

## Историјат
Као концептно возичо први пут је приказан 2012. године на салону аутомобила у Паризу, а као производна верзија на салону у Детроиту 2013. године. Заснован је на GM Gamma платформи као авео и Опел мока/Бјуик енкор. На аустралијском тржишту продаје се као Холден тракс, а у Русији и Јужној Америци као Шевролет тракер. 2013. године се појавио у Мексику, Канади, Европи и у неким деловима Азије, а од 2014. и у Кини, Индонезији и Филипинима. На тржиште САД долази 2015. године и углавном је незнатно измењен у односу на возило које је намењено међународном тржишту.
Шевролет тракс је веома сличан моки и енкору. Тракс је имао до редизајна оштро засечен предњи крај на коме доминира маска хладњака, и наглашене лукове блатобрана тако да на први поглед одаје утисак снажнијег и већег возила. За разлику од тракса где је присутан скоро свугде у свету, мока је намењена за Европу, а енкор за САД, Мексико и Кину.
Године 2013, на Euro NCAP тестовима судара, добио је максималних пет звездица за безбедност.
За 2017. продајну годину урађен је редизајн. Највеће промене су уочљиве у предњем делу, добија потпуно нову маску хладњака и предња лед дневна светла. У унутрашњости је измењена инструмент табла и централни део.
Доступан је у три нивоа опреме, LS, LT и LTZ, са предњим погоном или на сва четири точка. Тракс на различитим тржиштима нуди различит избор погонских мотора. У Латинској Америци доступан је само 1.8 литарски бензински мотор од 140 КС. У Канади и САД само 1.4 турбобензински мотор од 140 КС. У Европи 1.4 (140 КС) и 1.6 (115 КС) бензинци и 1.7 дизел-мотор од 130 КС.

## Галерија
- пре редизајна
- пре редизајна
- редизајн (од 2017)
- Холден тракс у Аустралији